# Championnat d'Allemagne de l'Est de hockey sur glace
Le championnat d'Allemagne de l'Est était la plus haute ligue de hockey sur glace en Allemagne de l'Est. 

## Palmarès
- 1949 : SG Frankenhausen
- 1950 : SG Frankenhausen
- 1951 : BSG Ostglas Weißwasser
- 1952 : BSG Ostglas Weißwasser
- 1953 : BSG Chemie Weißwasser
- 1954 : SG Dynamo Weißwasser
- 1955 : SG Dynamo Weißwasser
- 1956 : SG Dynamo Weißwasser
- 1957 : SG Dynamo Weißwasser
- 1958 : SG Dynamo Weißwasser
- 1959 : SG Dynamo Weißwasser
- 1960 : SG Dynamo Weißwasser
- 1961 : SG Dynamo Weißwasser
- 1962 : SG Dynamo Weißwasser
- 1963 : SG Dynamo Weißwasser
- 1964 : SG Dynamo Weißwasser
- 1965 : SG Dynamo Weißwasser
- 1966 : SC Dynamo Berlin
- 1967 : SC Dynamo Berlin
- 1968 : SC Dynamo Berlin
- 1969 : SG Dynamo Weißwasser
- 1970 : SG Dynamo Weißwasser
- 1971 : SG Dynamo Weißwasser
- 1972 : SG Dynamo Weißwasser
- 1973 : SG Dynamo Weißwasser
- 1974 : SG Dynamo Weißwasser
- 1975 : SG Dynamo Weißwasser
- 1976 : SC Dynamo Berlin
- 1977 : SC Dynamo Berlin
- 1978 : SC Dynamo Berlin
- 1979 : SC Dynamo Berlin
- 1980 : SC Dynamo Berlin
- 1981 : SG Dynamo Weißwasser
- 1982 : SC Dynamo Berlin
- 1983 : SC Dynamo Berlin
- 1984 : SC Dynamo Berlin
- 1985 : SC Dynamo Berlin
- 1986 : SC Dynamo Berlin
- 1987 : SC Dynamo Berlin
- 1988 : SC Dynamo Berlin
- 1989 : SG Dynamo Weißwasser
- 1990 : SG Dynamo Weißwasser